# Nokaneng
Nokaneng – wieś w Botswanie w dystrykcie Północno-Zachodnim. Według spisu ludności z 2001 roku wieś liczyła 1590 mieszkańców.